# Влак (місячний кратер)
Кра́тер Влак (лат. Vlacq) — стародавній великий метеоритний кратер у південно-східній материковій частині видимого боку Місяця. Назву присвоєно на честь нідерландського книговидавця, автора логарифмічних таблиць Адріана Влака (1600—1667) й затверджено Міжнародним астрономічним союзом у 1935 році. Утворення кратера відбулось у донектарському періоді.

## Опис кратера

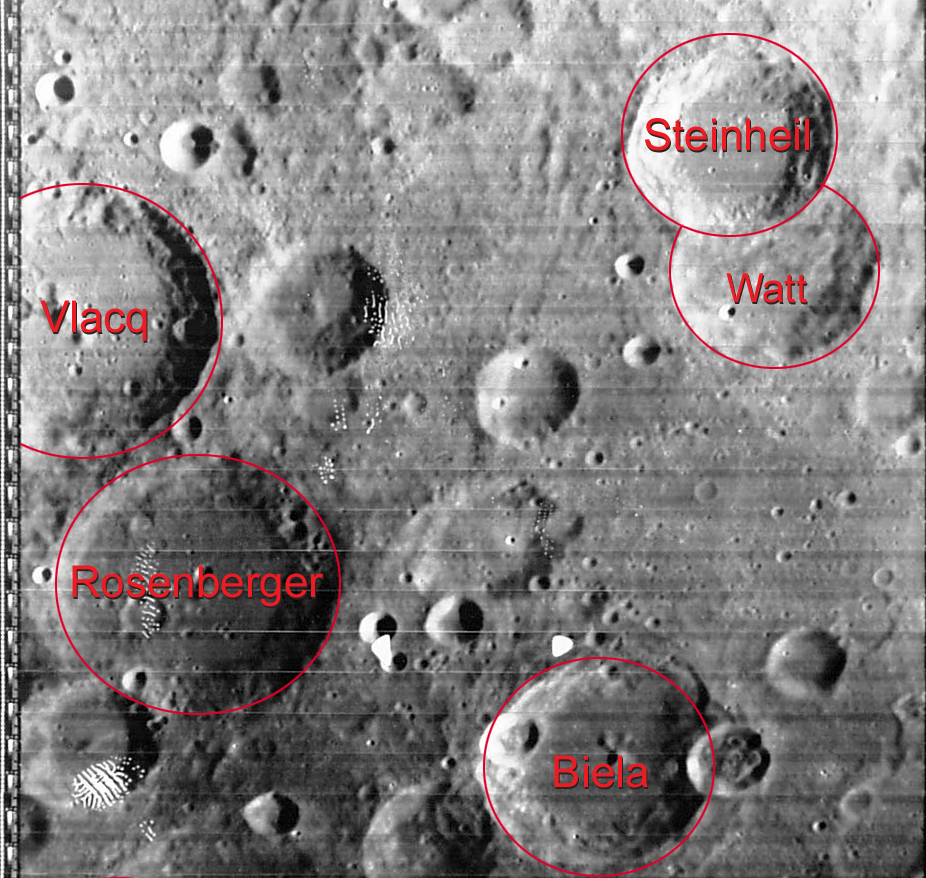
Околиці кратера Влак. Світлина зонда Lunar Orbiter — IV

Найближчими сусідами кратера є кратер Гоммель на заході, кратер Пітіск на північному заході, кратери Штайнхайль і Ватт на північному сході, кратер Розенбергер на південному сході, и кратер Неарх на півдні. Селенографічні координати центру кратера 53°23′ пд. ш. 38°41′ сх. д. / 53.39° пд. ш. 38.69° сх. д., діаметр 89,2 км, глибина 2,82 км.
Кратер зазнав достатньо сильних руйнувань, але мегших ніж сусідні кратери. Південна частина валу перекрита сателітним кратером Влак G. Внутрішній схил валу достатньо широкий і зберіг сліди терасоподібної структури. Середня висота валу кратера над навколишньою місцевістю становить 1410 м, об'єм кратера становить приблизно 7600 км³. Дно чаші кратера заповнене базальтовою лавою, рівне, поцятковане безліччю дрібних кратерів. Південно-західна частина чаші покрита породами, викинутими при сусідніх імпактах. В чаші наявний скруглений масив центрального піка, що складається з анортозиту.
Кратер Влак і сателітний кратер Влак A входять до списку кратерів з яскравою системою променів Асоціації місячної і планетарної астрономії (ALPO).

## Сателітні кратери
| Влак | Координати                                                | Діаметр, км |
| ---- | --------------------------------------------------------- | ----------- |
| A    | 51°17′ пд. ш. 39°01′ зх. д. / 51.28° пд. ш. 39.01° зх. д. | 16,6        |
| B    | 51°09′ пд. ш. 39°46′ зх. д. / 51.15° пд. ш. 39.76° зх. д. | 17,2        |
| C    | 50°27′ пд. ш. 39°25′ зх. д. / 50.45° пд. ш. 39.41° зх. д. | 18,9        |
| D    | 48°44′ пд. ш. 36°10′ зх. д. / 48.73° пд. ш. 36.17° зх. д. | 31,9        |
| E    | 52°05′ пд. ш. 36°09′ зх. д. / 52.09° пд. ш. 36.15° зх. д. | 10,4        |
| G    | 55°00′ пд. ш. 38°01′ зх. д. / 55° пд. ш. 38.01° зх. д.    | 27,1        |
| H    | 47°57′ пд. ш. 34°53′ зх. д. / 47.95° пд. ш. 34.88° зх. д. | 11,1        |
| K    | 51°17′ пд. ш. 36°40′ зх. д. / 51.29° пд. ш. 36.66° зх. д. | 11,5        |

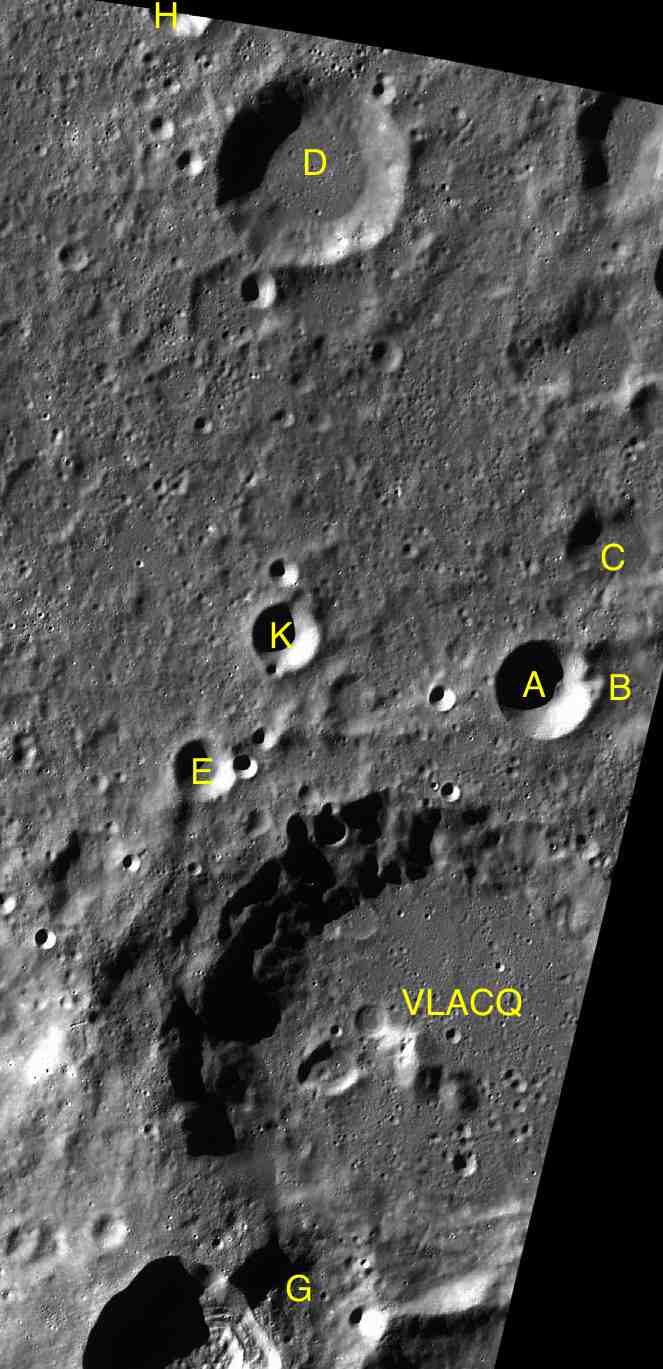
Фрагмент vfgb LAC-127.

- Утворення сателітного кратера Влак D відбулось у нектарському періоді[1].
- Утворення сателітного кратера Влак G відбулось у ранньоімбрійському періоді[1].